# Adolf Klepsch
Adolf Klepsch (12. února 1828 Praha-Malá Strana – 22. září 1888 Vídeň) byl rakouský právník a politik německé národnosti z Čech, v 2. polovině 19. století poslanec Říšské rady.

## Život
Působil jako advokát ve Varnsdorfu. Narodil se v Praze, v rodině státního účetního. V letech 1856–1862 působil na Tereziánské akademii ve Vídni, kde byl prefektem. Absolvoval práva na pražské univerzitě. Roku 1855 získal titul doktora práv. Od roku 1866 až do roku 1880 byl zemským advokátem ve Varnsdorfu. Od roku 1873 byl členem výboru Spolku pražských advokátů a od roku 1877 členem městské rady ve Varnsdorfu.
V 60. letech 19. století se zapojil i do vysoké politiky. V zemských volbách v lednu 1867 byl zvolen na Český zemský sněm v kurii měst, obvod Varnsdorf. V krátce poté vypsaných zemských volbách v březnu 1867 zde mandát obhájil. Uspěl i v zemských volbách roku 1870 a zemských volbách roku 1872. Na mandát rezignoval roku 1874.
Zasedal také coby poslanec Říšské rady (celostátní zákonodárný sbor), kam byl zvolen v prvních přímých volbách roku 1873 za kurii městskou, obvod Rumburk, Krásná Lípa atd. Slib složil 10. listopadu 1873. Na Říšské radě patřil k německým liberálům a zasedal v Pokrokovém klubu (takzvaná Ústavní strana, liberálně a centralisticky orientovaná, odmítající federalistické aspirace neněmeckých etnik). Byl aktivní v podpoře starokatolické církve, jež získala silný vliv právě v jeho domovském Varnsdorfu.
Z politického a veřejného života se stáhl kvůli těžké oční nemoci, která ho téměř připravila o zrak. Zemřel v září 1888 ve Vídni, kde byl také 25. září 1888 pohřben.